# Viva Las Vegas (Newport Beach)
Pour les articles homonymes, voir Viva Las Vegas.
Viva Las Vegas est le troisième épisode de la première saison du feuilleton télévisé Newport Beach. Il a été diffusé aux États-Unis le 19 août 2003 sur le réseau FOX.

## Résumé
À la suite de l'incendie de la maison témoin, Sandy apprend à Ryan quand le Newport Group retire sa plainte contre lui. Ryan sera donc libre de tout soupçons après une période de probation de 30 à 60 jours. Luke quant à lui, n'ayant aucun précédent dans son casier judiciaire, est immédiatement libéré, sans conditions. Le cas de Ryan est en revanche plus compliqué, notamment car il n'a aucun représentant légal.
Tandis que Kirsten se prépare à une « convention de Newpsies », Seth, qui est interdit de sortie, manifeste son opposition au fait de ne pas adopter Ryan. Kirsten lui répond que Ryan a une mauvaise influence sur lui et que les Cohen ne sont pas sa famille. Seth parvient finalement à convaincre sa mère de rendre visite à la prison où Ryan est détenu, et tente de convaincre Marissa de les accompagner sans succès. Une fois sur place, ils assistent au lynchage de Ryan par un autre détenu, alors qu'il souhaitait défendre Kirsten. Celle-ci décide alors de l'extraire du milieu carcéral en l’accueillant temporairement chez elle, mais ne souhaite pas pour autant l'adopter. Elle part ainsi à la recherche de sa mère biologique, Dawn Atwood.
Alors qu'une soirée casino est en préparation, Ryan essaie de parler à Marissa pour lui donner des explications mais celle-ci refuse de l'écouter. Tandis que Julie Cooper manifeste son inquiétude à Kirsten vis-à-vis de Ryan, à ses yeux un dangereux criminel en fuite, Sandy prend la défense de Ryan en disant qu'il vient de Chino, pas loin de Riverside où Julie a passé son enfance.
Finalement, des détectives privés retrouvent la trace de Dawn Atwood, qui est invitée chez les Cohen pour retrouver son fils. Elle est également invitée à la soirée casino, où elle promet à Ryan de ne pas boire une goutte d'alcool. Mais dès que Ryan a le dos tourné, elle cède à la tentation et attrape des verres d'alcool fort sur les plateaux des serveurs. Pendant ce temps, Ryan parvient à parler à Marissa qui accepte de le laisser parler à Luke, toujours en colère après que Marissa a quitté la fête de Holly pour rejoindre Ryan dans la maison témoin. Ryan explique à Luke que Marissa l'a choisi lui pour de bon, et Luke lui fait confiance et retourne parler à Marissa. Parallèlement à cela, Seth finit par porter chance à Summer au jeu, permettant ainsi qu'ils passent un moment ensemble, même si Summer ne connait toujours pas le nom de Seth.
La chance de Dawn finit par tourner, et tandis qu'elle perd au jeu, elle continue à boire de plus en plus. Malgré les avertissements de Kirsten, Dawn ne s'arrête pas et finit par manifester son ivresse en s'écroulant contre un serveur, sous les yeux de Ryan, ruinant ainsi tout nouveau départ dans leur relation. Elle décide de laisser son fils à Kirsten, qu'elle considère comme une bonne mère, et quitte Newport. Kirsten accepte ainsi d'accueillir Ryan sous son toit, et malgré le départ de sa mère, Ryan est heureux.

## Fiche technique
- Réalisation : Ian Toynton
- Scénario : Jane Espenson[2]

## Distribution
- Peter Gallagher : Sandford « Sandy » Cohen
- Kelly Rowan : Kirsten Cohen
- Adam Brody : Seth Cohen
- Rachel Bilson : Summer Roberts
- Mischa Barton : Marissa Cooper[2]

## Bande originale
- I Wanna Be Happy de Brooke
- Sing Sing Sing (With A Swing) de James Horner
- Caught By The River de Doves
- Rain City de Turin Brakes
- The Science of Selling Yourself Short de Less Than Jake